# 艾迪絲·克利福德·韋蓮司
艾迪絲·克利福德·韋蓮司（Edith Clifford Williams，1885年—1971年）人稱克利福德，以其獨特的藝術作品和與前衛派重要人物的關係而聞名，是美國抽象藝術運動的早期先驅之一。
她與阿爾弗雷德·斯蒂格利茨、胡適及趙元任等人關係密切。

## 生平
韋蓮司出生於紐約伊薩卡，少女時光在康乃狄克州紐黑文度過。她的父親亨利·夏勒·韋蓮司（Henry Shaler Williams）在耶魯大學教授地質學和古生物學。
韋蓮司受教於畫家約翰·亨利·特沃克特曼並在及耶魯大學美術學院的學習，後來前往歐洲，並短暫在巴黎朱利安學院就讀。
1918年父親去世後，她放棄了藝術。她依靠自己的科學訓練，1923年至1946年間在康奈爾大學花卉獸醫圖書館任職，曾任圖書館主任。

## 抽象藝術
韋蓮司長期參與影師兼現代藝術推廣者阿爾弗雷德·施提格利茨的圈子。
韋蓮司被人所知最早的抽象畫作品名為《1914》。她於1916年還在墨西哥藝術家瑪麗亞斯·德·扎亞斯（Marius De Zayas）的工作室創作了一件不單觀看還可以觸摸雕塑作品，名為《Plâtre à toucher chez de Zayas》(在德·扎亞斯家中可觸摸的石膏)。西班牙藝術家兼評論家弗朗西斯·皮卡比亞（Francis Picabia）用她作品的照片反駁意大利未來派藝術家菲利波·托馬索·馬林尼提（Filippo Tommaso Marinetti）首先發明了“觸覺藝術”。
在1917年，韋蓮司在獨立藝術家協會（Society of Independent Artists）的首次展覽上展出了兩件作品《1915》和《兩種韻律》（Two Rhythms）。後者被費城藝術博物館的路易斯和沃爾特·阿倫斯伯格（Louise and Walter Arensberg）永久收藏。

## 與胡適及趙元任友好
據《胡適日記》記載，適之先生1914年在美國紐約州康奈爾邂逅了韋蓮司女士。韋蓮司比胡適大六歲，是位自由畫家，康奈爾大學地質學教授之女。
趙元任比胡適小1歲。趙元任本來就和韋蓮司家人有來往，1915年7月韋蓮司去波士頓美術館遇到趙元任開始熟起來。
韋蓮司與胡適及趙元任維持長時間的友誼，1953年7月6日韋蓮司請胡適夫婦到綺色佳短住，胡適在致趙元任夫婦的信上輕描淡寫道：“冬秀同我在Ithaca住了二十七天，很舒服。”兩年後趙元任夫婦去康奈爾探望讀碩士的小女兒，也到綺色佳韋蓮司家住了六天。他們三人維持了半世紀的友誼。
韋蓮司和胡適近半個世紀通過超過300封書信，這些通信顯示兩人曾經是短暫的戀人。1998年普林斯頓大學的周志平教授研究書信內容，認為胡適早期的社會和政治觀點受到韋蓮司的影響，採用白話文的主張也可能受到她的啟發。
除了胡適外，韋蓮司還曾與查爾斯·鄧肯（Charles Duncan）交往，他是查爾斯·德穆斯（Charles Demuth）著名肖像海報中的主角之一。